# Vernon Duke
Vladímir Aleksàndrovitx Dukelski, rus: Владимир Александрович Дуке́льский, heterònim Vernon Duke (Parafiànava, gubèrnia de Vilna, Imperi Rus, actual província de Vítsiebsk, Belarús, llavors Imperi Rus, 10 d'octubre de 1903 - Santa Monica, Estats Units, 16 de gener de 1969) va ser un compositor russoamericà de música per a cinema actiu, principalment, en les dècades de 1930 i 1940.

## Biografia
Tot i que va nàixer a Parafiànava, l'any 1913, en morir son pare, la seua família es va mudar a Kíev, on Duke va començar a assistir al conservatori. Ací, a través de Reinhold Glière va conèixer Serguei Prokófiev, qui va esdevenir el seu millor amic. La família de Vernon va abandonar Rússia durant la revolució bolxevic, a través d'Odessa. Des d'Odessa, es van traslladar a Constantinoble, on romandrien diversos anys. En aquest període, Duke va començar a estudiar la música de George Gershwin.
L'any 1921 es va traslladar a Nova York on va conèixer el mateix Gershwin, que el va animar a continuar amb la seua carrera. Duke continuà escrivint música de concert, però també va començar a interessar-se per la música popular, utilitzant el seu verdader nom Dukelsky per a firmar les obres "clàssiques"; i el pseudònim Duke per a les populars. En aquest període va compondre una obertura per a una òpera i un concert per a piano, treballs que va compaginar amb l'escriptura d'obres burlesques i música per a nightclubs i vodevil.
Als Estats Units no va aconseguir llançar la seua carrera i, per tant, va decidir tornar a Europa. L'any 1924 va viatjar a París, on va compondre un ballet per a Serguei Diàguilev titulat Zepher et Flore que va ser estrenat a Montecarlo el 1925. Per aquesta època, va entaular amistat amb el director d'orquestra Serge Koussevitzky qui va presentar al gran públic algunes de les obres de Duke: les seues dues primeres simfonies, algun concert i diversos treballs curts.
El 1925, va viatjar a Londres on havia sigut contractat per a crear la banda sonora d'un musical i, tot i que aquest mai es va estrenar, sis de les cançons que Duke havia compost per al mateix van ser incloses en l'estrena d'una opereta vienesa titulada Yvonne. També va compondre algunes cançons per al musical The Yellow Mask que va romandre 17 mesos en cartell. Aquest període de musicals anglesos li va permetre tornar a Nova York.
L'any 1929 va tornar als Estats Units i va començar a compondre temes per als musicals de Broadway. De Broadway al cinema, només hi havia una passa i Duke la va fer.
Va morir durant una operació (se li intentava extirpar un càncer de pulmó) el 16 de gener de 1969.

## Filmografia
- 1928 - The wedding March d'Erich Von Stroheim.
- 1929 - The Dance of Life de John Cromwell.
- 1930 - The Sap from Syracuse d'A. Edward Sutherland.
- 1930 - Laughter de Harry d'Abbadie d'Arrast.
- 1930 - Follow Thru de Lloyd Corrigan i Laurence Schwab.
- 1930 - Heads Up de Victor Schertzinger.
- 1931 - Honor among lovers de Dorothy Arzner.
- 1931 - Tarnished Lady de George Cukor).
- 1931 - Night Angel d'Edmund Goulding
- 1938 - Així neix una fantasia (The Goldwyn Follies) de George Marshall.
- 1943 - Cabin in the Sky de Vincente Minnelli.
- 1943 - I Dood It de Vincente Minnelli.
- 1943 - Crazy House d'Edward F. Cline.
- 1944 - Battle Stations (Curtmetratge documental encarregat pel Departament de Guardacostes durant la Segona Guerra Mundial.
- 1946 - Tars and Spars d'Alfred E. Green.
- 1951 - Scent-imental Romeo de Chuck Jones (cançó April in Paris). Curtmetratge d'animació (6 minuts).
- 1952 - She's Working Her Way Through College de H. Brosse Humberstone.
- 1974 - Blazing Saddles de Mel Brooks (cançó April in Paris).
- 1984 - Mistral's Daughter de Douglas Hickox (minisèrie per a elevisió).
- 1986 - Round Midnight de Bertrand Tavernier. (Cançó Autumn in New York)
- 1992 - Nightmare Cafe. Minisèrie de televisió. (Cançó Taking a Chance on Love).
- 1997 - Stephen King'S The Shining de Mick Garris (minisèrie de televisió). (Cançó I Can't Get Started).